# Kamienna (Bieszczady)

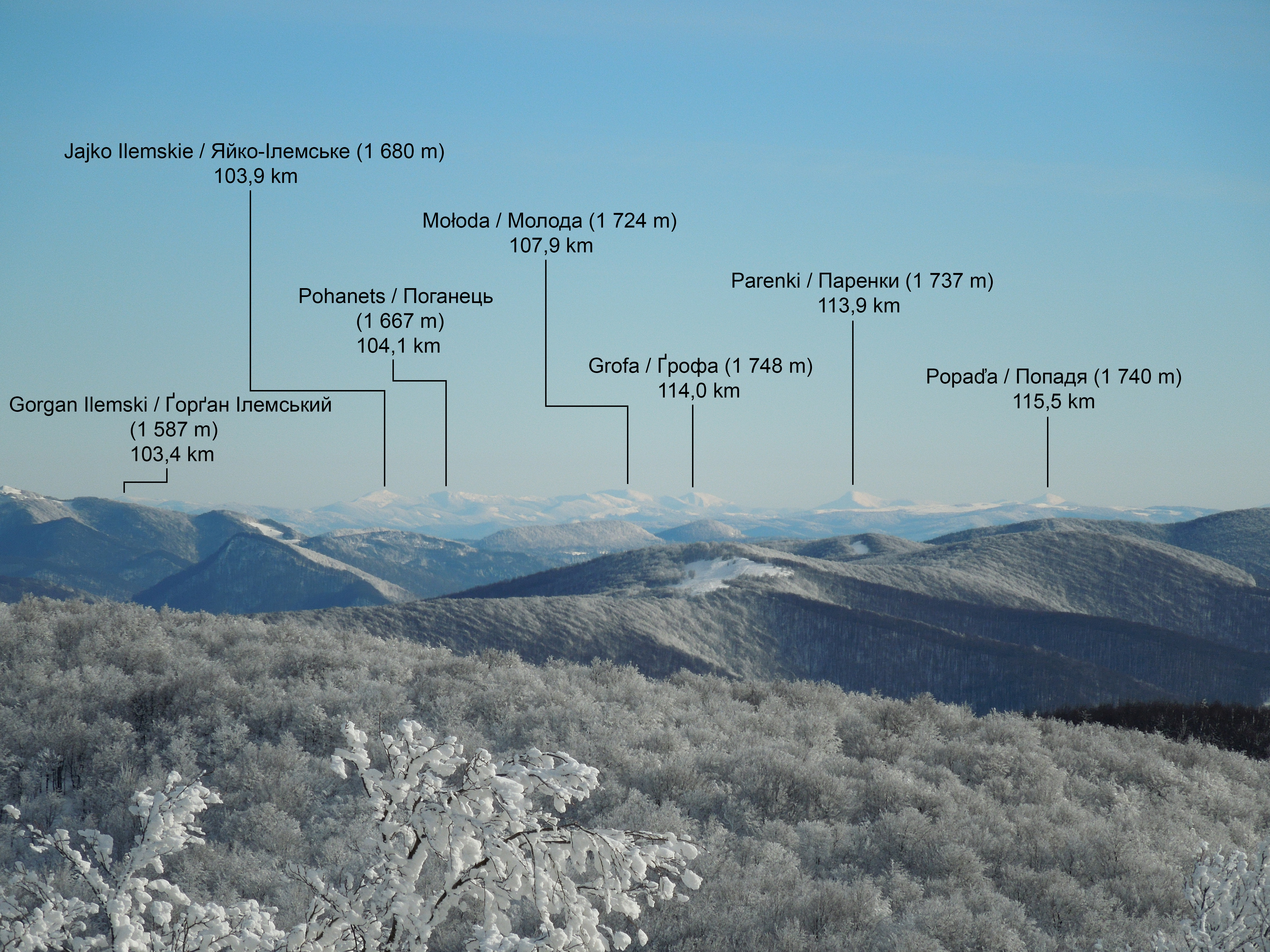
Widok z Kamiennej w stronę Karpat Ukraińskich na Gorgany

Kamienna (słow. Kamenná lúka; 1201 m n.p.m.) – szczyt górski w głównym grzbiecie pasma granicznego Bieszczadów Zachodnich, na granicy polsko-słowackiej. Położony jest pomiędzy Krzemieńcem a Hrubkami. Południowe, opadające do doliny potoku Stužicka rieka stoki objęte są ochroną rezerwatu Stužíca. Północne opadają natomiast do doliny Górnej Solinki. Z rzadkich w Polsce roślin występuje tutaj czeremcha skalna (na wysokości 1150 m n.p.m. w pobliżu granicy.

## Piesze szlaki turystyczne
Przez szczyt przebiegają dwa piesze szlaki turystyczne (przedstawiono tylko fragmenty ich przebiegów):
- polski  Wielka Rawka (1304 m) – Krzemieniec (1221 m) – Kamienna (1201 m) – Hrubki (1186 m) – Czerteż (1071 m) – Przełęcz pod Czerteżem (906 m) – Borsuk (991 m) – Przełęcz pod Borsukiem (954 m) – Czoło (1159 m) – Riaba Skała (1199 m)
- słowacki  Nová Sedlica – Krzemieniec (1221 m) – Kamienna (1201 m) – Hrubki (1186 m) – Czerteż (1071 m) – Przełęcz pod Czerteżem (906 m) – Borsuk (991 m) – Przełęcz pod Borsukiem (954 m) – Czoło (1159 m) – Riaba Skała (1199 m)
Szlak ten na odcinku Nová Sedlica – Krzemieniec prowadzi południowym stokiem Kamiennej.